# Pierre Nord Alexis
Pierre Nord Alexis, haitijski general, * 1820, † 1910.